# Acınohur gölü
Acınohur gölü är en saltsjö i Azerbajdzjan.   Den ligger i distriktet Şəki Rayonu, i den centrala delen av landet, 250 kilometer väster om huvudstaden Baku. Arean är 19,0 kvadratkilometer.
Trakten runt Acınohur gölü består till största delen av jordbruksmark. Runt Acınohur gölü är det ganska glesbefolkat, med 38 invånare per kvadratkilometer.